# Paul Zoungrana
Paul Zoungrana (Ouagadougou, 3 settembre 1917 – Ouagadougou, 4 giugno 2000) è stato un cardinale e arcivescovo cattolico burkinabé.

## Biografia
Compì gli studi al seminario di Kuomi, alla Pontificia Università Gregoriana di Roma.
Fu ordinato presbitero il 2 maggio 1942 a Roma, in seguito fece ritorno in Burkina Faso, dove ha prestato servizio pastorale fino al 1948, quando è entrato nella società dei Missionari d'Africa e si è recato a Parigi per proseguire gli studi presso l'Institut catholique. Nel 1953 tornò nuovamente in patria.
Fu eletto arcivescovo di Ouagadougou l'8 aprile 1960 e consacrato vescovo
l'8 maggio dello stesso anno.
Fu nominato cardinale della Chiesa cattolica da papa Paolo VI nel concistoro del 22 febbraio 1965, diventando il primo cardinale del suo paese. Ricevette il titolo di San Camillo de Lellis agli Orti Sallustiani il 25 febbraio di quello stesso anno.
Partecipò ai due conclavi del 1978, che elessero Giovanni Paolo I e Giovanni Paolo II.
Il 10 giugno 1995 rassegnò le dimissioni dal governo pastorale dell'arcidiocesi.
Morì il 4 giugno 2000 all'età di 82 anni.

## Genealogia episcopale e successione apostolica
La genealogia episcopale è:
- Cardinale Scipione Rebiba
- Cardinale Giulio Antonio Santori
- Cardinale Girolamo Bernerio, O.P.
- Arcivescovo Galeazzo Sanvitale
- Cardinale Ludovico Ludovisi
- Cardinale Luigi Caetani
- Cardinale Ulderico Carpegna
- Cardinale Paluzzo Paluzzi Altieri degli Albertoni
- Papa Benedetto XIII
- Papa Benedetto XIV
- Papa Clemente XIII
- Cardinale Bernardino Giraud
- Cardinale Alessandro Mattei
- Cardinale Pietro Francesco Galleffi
- Cardinale Filippo de Angelis
- Cardinale Amilcare Malagola
- Cardinale Giovanni Tacci Porcelli
- Papa Giovanni XXIII
- Cardinale Paul Zoungrana

La successione apostolica è:
- Vescovo Marcel Pierre Marie Chauvin, C.SS.R. (1964)
- Vescovo Barthélemy-Pierre-Joseph-Marie-Henri Hanrion, O.F.M. (1966)
- Vescovo Anthyme Bayala (1967)
- Vescovo Vincent Mensah (1970)
- Arcivescovo Jean-Marie Untaani Compaoré (1973)
- Vescovo Zéphyrin Toé (1973)
- Arcivescovo Anselme Titianma Sanon (1975)
- Arcivescovo Philippe Fanoko Kossi Kpodzro (1976)
- Vescovo Jean-Baptiste Tiendrebeogo (1982)
- Vescovo Basile Tapsoba (1982)
- Vescovo Guy Armand Romano, C.SS.R. (1984)
- Vescovo Marius Ouédraogo (1985)
- Arcivescovo Matthias N'Gartéri Mayadi (1986)